# Триселенид дилантана
Триселенид дилантана — бинарное неорганическое соединение металла лантана и селена
с формулой La2Se3, 
кирпично-красные кристаллы, 
не растворяется в воде.

## Получение
- Действие паров селена на металлический лантан:

{\displaystyle {\mathsf {2La+3Se\ {\xrightarrow {600-800^{o}C}}\ La_{2}Se_{3}}}}
- Действие селеноводорода на лантан:

{\displaystyle {\mathsf {2La+3H_{2}Se\ {\xrightarrow {600-650^{o}C}}\ La_{2}Se_{3}+3H_{2}}}}

## Физические свойства
Триселенид дилантана образует кирпично-красные кристаллы 
кубической сингонии, 
пространственная группа I 43d, 
параметры ячейки a = 0,90521 нм.
Не растворяется в воде.